# الأمثال في القرآن
أمثال القرآن أو الأمثال في القرآن هي أسلوبٌ بلاغيٌّ يُستعمل في توصيل المطلوب إلى السامع وإبراز المعنى في صورة رائعة موجزة لها وقعها في النفس، سواءً أكانت تشبيهًا أو قولًا مرسلًا، وأنواع الأمثال في القرآن هي، التشبيه الصريح، والتشبيه الضمني، وما لم يشتمل على تشبيه ولا استعارة، ومن فوائدها إبراز المعقول في صورة المحسوس، وتكشف عن الحقائق، وتعرض الغائب في معرض الحاضر، وتجمع المعنى الرائع في عبارة موجزة، ومن أهمية الأمثال، إبراز خفيات الدقائق، ورفع الأستار عن الحقائق، وتريك المتخيل في صورة المتحقق، والغائب كأنه مشاهد، وفي ضرب الأمثال تبكيت للخصم وقمع لسورة الجامح الأبي، وتنقسم الأمثال إلى ظاهر وكامن ومرسل، ومن خصائصها، الإيجاز البليغ، وإصابة المعنى، وحسن التشبيه، وجودة الكتابة، ومن مقاصد الأمثال القرآنية مواطن العبرة فيها، وتقريب صورة الممثل له إلى ذهن المخاطب، والإقناع بأمر من الأمور، ومدح من يستحق المدح.

## التعريف
التعريف الإفرادي:
الأمثال: أصل صحيح يدل على مناظرة الشيء للشيء، والمـَثل والمثِّل والمثيل: كالشَّبه والشِّبه والشبيه لفظًا ومعنى، وهي أسلوب بياني بليغ، يبرز المعقول في صور محسة، ويكشف عن الحقائق التي يدق فهمها، ويعرض الغائب في معرض الحاضر، أي يشبه مضربه بمورده.
القرآن: مصدر قرأ يقرأ قراءةً أو قرآناً، واتفق العلماء أن لفظ القرآن اسم وليس فعل ولا حرف، وشأنه شأن الأسماء في العربية، إما أن يكون جامداً أو مشتقاً، وهو كلام الله المعجز، المنزل على محمد المتعبد بتلاوته.
التعريف المركب:
أمثال القرآن: هو إبراز المعنى في صورة رائعة موجزة لها وقعها في النفس، سواءً أكانت تشبيهًا أو قولًا مرسلًا.

## أنواع الأمثال في القرآن
1. التشبيه الصريح: مثل قوله تعالى: ﴿إِنَّمَا مَثَلُ الْحَيَاةِ الدُّنْيَا كَمَاء أَنزَلْنَاهُ مِنَ السَّمَاء﴾.[23]
2. التشبيه الضمني: مثل قوله تعالى: ﴿وَلاَ يَغْتَب بَّعْضُكُم بَعْضًا أَيُحِبُّ أَحَدُكُمْ أَن يَأْكُلَ لَحْمَ أَخِيهِ مَيْتًا فَكَرِهْتُمُوهُ وَاتَّقُوا اللَّهَ إِنَّ اللَّهَ تَوَّابٌ رَّحِيم﴾[24]، إذ ليس فيه تشبيه صريح.
3. ما لم يشتمل على تشبيه ولا استعارة: مثل قوله تعالى: ﴿يَاأَيُّهَا النَّاسُ ضُرِبَ مَثَلٌ فَاسْتَمِعُوا لَهُ إِنَّ الَّذِينَ تَدْعُونَ مِن دُونِ اللَّهِ لَن يَخْلُقُوا ذُبَابًا وَلَوِ اجْتَمَعُوا لَهُ وَإِن يَسْلُبْهُمُ الذُّبَابُ شَيْئًا لاَّ يَسْتَنقِذُوهُ مِنْهُ ضَعُفَ الطَّالِبُ وَالْمَطْلُوب﴾[25]، فقوله: ﴿إِنَّ الَّذِينَ تَدْعُونَ مِن دُونِ اللَّهِ لَن يَخْلُقُوا ذُبَابًا﴾[25]، قد سماه الله مثلًا وليس فيه استعارة ولا تشبيه.[16]

## فوائد الأمثال في القرآن
1. الأمثال تبرز المعقول في صورة المحسوس الذي يلمسه الناس فيتقبله العقل؛ لأن المعاني المعقولة لا تستقر في الذهن إلا إذا صيغت في صورة حسية قريبة الفهم، كما ضرب الله مثلًا لحال المنفق رياء، حيث لا يحصل من إنفاقه على شيء من الثواب، فقال تعالى: ﴿فَمَثَلُهُ كَمَثَلِ صَفْوَانٍ عَلَيْهِ تُرَابٌ فَأَصَابَهُ وَابِلٌ فَتَرَكَهُ صَلْدًا لاَّ يَقْدِرُونَ عَلَى شَيْءٍ مِّمَّا كَسَبُواْ وَاللّهُ لاَ يَهْدِي الْقَوْمَ الْكَافِرِين﴾.[8][26]
2. وتكشف الأمثال عن الحقائق، وتعرض الغائب في معرض الحاضر، كقوله تعالى: ﴿الَّذِينَ يَأْكُلُونَ الرِّبَا لاَ يَقُومُونَ إِلاَّ كَمَا يَقُومُ الَّذِي يَتَخَبَّطُهُ الشَّيْطَانُ مِنَ الْمَسِّ ذَلِكَ بِأَنَّهُمْ قَالُواْ إِنَّمَا الْبَيْعُ مِثْلُ الرِّبَا وَأَحَلَّ اللّهُ الْبَيْعَ وَحَرَّمَ الرِّبَا فَمَن جَاءهُ مَوْعِظَةٌ مِّن رَّبِّهِ فَانتَهَىَ فَلَهُ مَا سَلَفَ وَأَمْرُهُ إِلَى اللّهِ وَمَنْ عَادَ فَأُوْلَـئِكَ أَصْحَابُ النَّارِ هُمْ فِيهَا خَالِدُون﴾.[27]
3. تجمع الأمثال المعنى الرائع في عبارة موجزة كالأمثال الكامنة والأمثال المرسلة.
4. يضرب المثل للترغيب في الممثَّل، حيث يكون الممثَّل به مما ترغب فيه النفوس، كما ضرب الله مثلًا لحال المنفق في سبيل الله، حيث يعود عليه الإنفاق بخير كثير، قال تعالى: ﴿مَّثَلُ الَّذِينَ يُنفِقُونَ أَمْوَالَهُمْ فِي سَبِيلِ اللّهِ كَمَثَلِ حَبَّةٍ أَنبَتَتْ سَبْعَ سَنَابِلَ فِي كُلِّ سُنبُلَةٍ مِّئَةُ حَبَّةٍ وَاللّهُ يُضَاعِفُ لِمَن يَشَاء وَاللّهُ وَاسِعٌ عَلِيم﴾.[28]
5. يضرب المثل للتنكير حيث يكون الممثَّل به مما تكرهه النفوس، كقوله تعالى في النهي عن الغيبة: ﴿وَلاَ يَغْتَب بَّعْضُكُم بَعْضًا أَيُحِبُّ أَحَدُكُمْ أَن يَأْكُلَ لَحْمَ أَخِيهِ مَيْتًا فَكَرِهْتُمُوهُ﴾.[24]
6. يضرب المثل لمدح الممثَّل، كقوله تعالى في الصحابة: ﴿ذَلِكَ مَثَلُهُمْ فِي التَّوْرَاةِ وَمَثَلُهُمْ فِي الإِنجِيلِ كَزَرْعٍ أَخْرَجَ شَطْأَهُ فَآزَرَهُ فَاسْتَغْلَظَ فَاسْتَوَى عَلَى سُوقِهِ يُعْجِبُ الزُّرَّاعَ لِيَغِيظَ بِهِمُ الْكُفَّارَ﴾[29]، وكذلك حال الصحابة فإنهم كانوا في بدء الأمر قليلًا، ثم أخذوا في النمو حتى استحكم أمرهم، وامتلأت القلوب إعجابًا بعظمتهم.[12]
7. يضرب المثل حيث يكون للمثَّل به صفة يستقبحها الناس، كما ضرب الله مثلًا لحال من ءآتاه الله كتابه، فتنكب الطريق عن العمل به، وانحدر في الدنايا منغمسًا، قال تعالى: ﴿وَاتْلُ عَلَيْهِمْ نَبَأَ الَّذِيَ آتَيْنَاهُ آيَاتِنَا فَانسَلَخَ مِنْهَا فَأَتْبَعَهُ الشَّيْطَانُ فَكَانَ مِنَ الْغَاوِين (175) وَلَوْ شِئْنَا لَرَفَعْنَاهُ بِهَا وَلَـكِنَّهُ أَخْلَدَ إِلَى الأَرْضِ وَاتَّبَعَ هَوَاهُ فَمَثَلُهُ كَمَثَلِ الْكَلْبِ إِن تَحْمِلْ عَلَيْهِ يَلْهَثْ أَوْ تَتْرُكْهُ يَلْهَث ذَّلِكَ مَثَلُ الْقَوْمِ الَّذِينَ كَذَّبُواْ بِآيَاتِنَا فَاقْصُصِ الْقَصَصَ لَعَلَّهُمْ يَتَفَكَّرُون﴾.[30][31]
8. الأمثال أوقع في النفس، وأبلغ في الوعظ، وأقوى في الزجر، وأقوم في الإقناع، وقد أكثر الله تعالى الأمثال في القرآن للتذكرة والعبرة، قال تعالى: ﴿وَلَقَدْ ضَرَبْنَا لِلنَّاسِ فِي هَذَا الْقُرْآنِ مِن كُلِّ مَثَلٍ لَّعَلَّهُمْ يَتَذَكَّرُون﴾[32]، قال تعالى: ﴿وَتِلْكَ الأَمْثَالُ نَضْرِبُهَا لِلنَّاسِ وَمَا يَعْقِلُهَا إِلاَّ الْعَالِمُون﴾[33]، وضربها النبي محمد في حديثه، واستعان بها الداعون إلى الله في كل عصر لنصرة الحق وإقامة الحجة، ويستعين بها المربون ويتخذونها من وسائل الإيضاح والتشويق، ووسائل التربية في الترغيب أو التنفير، في المدح أو الذم.[34]

## أهمية الأمثال في القرآن
1. أخرج البيهقي عن أبي هريرة قال: قال رسول الله صلى الله عليه وسلم: "إن القرآن نزل على خمسة أوجه: حلال وحرام ومحكم ومتشابه وأمثال، فاعملوا بالحلال واجتنبوا الحرام واتبعوا المحكم وآمنوا بالمتشابه واعتبروا بالأمثال".[15][35]
2. قال الماوردي: من أعظم علم القرآن علم أمثاله، والناس في غفلة عنه لاشتغالهم بالأمثال وإغفالهم الممثلات، والمثل بلا ممثل كالفرس بلا لجام والناقة بلا زمام، وقال غيره قد عده الشافعي مما يجب على المجتهد معرفته من علوم القرآن، فقال ثم معرفة ما ضرب فيه من الأمثال الدالة على طاعته المبينة لاجتناب معصيته، وقال الشيخ عز الدين إنما ضرب الله الأمثال في القرآن تذكيراً ووعظاً، فما اشتمل منها على تفاوت في ثواب، أو على إحباط عمل، أو على مدح أو ذم، أو نحوه، فإنه يدل على الأحكام[12]، وأفرده بالتصنيف، قال تعالى: ﴿وَلَقَدْ ضَرَبْنَا لِلنَّاسِ فِي هَذَا الْقُرْآنِ مِن كُلِّ مَثَلٍ لَّعَلَّهُمْ يَتَذَكَّرُون﴾[36]، وقال تعالى: ﴿وَتِلْكَ الأَمْثَالُ نَضْرِبُهَا لِلنَّاسِ وَمَا يَعْقِلُهَا إِلاَّ الْعَالِمُون﴾.[12][37]
3. قال غيره: ضرب الأمثال في القرآن، يستفاد منه أمور منها: التذكير والوعظ والحث والزجر والاعتبار والتقرير وتقريب المراد للعقل وتصويره بصورة المحسوس، فإن الأمثال تصور المعاني بصورة الأشخاص، لأنها أثبت في الأذهان لاستعانة الذهن فيها بالحواس، ومن ثم كان الغرض من المثل تشبيه الخفي بالجلي والغائب بالشاهد، وتأتي أمثال القرآن مشتملة على بيان تفاوت الأجر وعلى المدح والذم وعلى الثواب والعقاب وعلى تفخيم الأمر أو تحقيره وعلى تحقيق أمر أو إبطاله قال تعالى: {وَضَرَبْنَا لَكُمُ الأَمْثَال}[38]، فامتن علينا بذلك لما تضمنته من الفوائد.[39][40]
4. قال الزركشي في البرهان: ومن حكمته تعليم البيان، وهو من خصائص هذه الشريعة.
5. قال الزمخشري: التمثيل إنما يصار إليه لكشف المعاني، وإدناء المتوهم من الشاهد، فإن كان المتمثل له عظيماً، كان المتمثل به مثله، وإن كان حقيراً كان المتمثل به كذلك.
6. قال الأصبهاني: ضرب العرب الأمثال، واستحضار العلماء النظائر، شأن ليس بالخفي في إبراز خفيات الدقائق، ورفع الأستار عن الحقائق، تريك المتخيل في صورة المتحقق، والمتوهم في معرض المتيقن، والغائب كأنه مشاهد، وفي ضرب الأمثال تبكيت للخصم الشديد الخصومة، وقمع لسورة الجامح الأبي، فإنه يؤثر في القلوب ما لا يؤثر في وصف الشيء في نفسه، ولذلك أكثر الله تعالى في كتابه وفي سائر كتبه الأمثال، ومن سور الإنجيل سورة تسمى سورة الأمثال، وفشت في كلام النبي محمد وكلام الأنبياء والحكماء.[1][12][13][14]

## أقسام الأمثال في القرآن
1. ظاهر مصرح به: مثل قوله تعالى: {مَثَلُهُمْ كَمَثَلِ الَّذِي اسْتَوْقَدَ نَاراً فَلَمَّا أَضَاءتْ مَا حَوْلَهُ ذَهَبَ اللّهُ بِنُورِهِمْ وَتَرَكَهُمْ فِي ظُلُمَاتٍ لاَّ يُبْصِرُون}[41]، ضرب فيها للمنافقين مثلين، مثلا بالنار ومثلا بالمطر، وأخرج ابن أبي حاتم وغيره، من طريق علي بن أبي طلحة عن ابن عباس قال هذا مثل ضربه الله للمنافقين، كانوا يعتزون بالإسلام فيناكحهم المسلمون ويوارثونهم ويقاسمونهم الفيء، فلما ماتوا سلبهم الله العز كما سلب صاحب النار ضوءه {وَتَرَكَهُمْ فِي ظُلُمَاتٍ}[41]، وقول في عذاب {أَوْ كَصَيِّبٍ }[12]، وهو المطر ضرب مثله في القرآن،{ فِيهِ ظُلُمَاتٌ }[42]، يقول ابتلاء، { وَرَعْدٌ وَبَرْقٌ}[12]، تخويف، {يَكَادُ الْبَرْقُ يَخْطَفُ أَبْصَارَهُمْ }[43]، يقول يكاد محكم القرآن يدل على عورات المنافقين، {كلما أضاء لهم مشوا فيه} يقول كلما أصاب المنافقون في الإسلام عزاً اطمأنوا، وإن أصاب الإسلام نكبة قاموا ليرجعوا إلى الكفر كقوله تعالى: {وَمِنَ النَّاسِ مَن يَعْبُدُ اللَّهَ عَلَى حَرْفٍ}.[44] وقوله تعالى: {أَنزَلَ مِنَ السَّمَاء مَاء فَسَالَتْ أَوْدِيَةٌ بِقَدَرِهَا}[45]؛ أخرج ابن أبي حاتم من طريق علي عن ابن عباس قال: هذا مثل ضربه الله احتملت منه القلوب على قدر يقينها وشكها {فَأَمَّا الزَّبَدُ فَيَذْهَبُ جُفَاء}[45]، فأما الزبد فيذهب جفاء وهو الشك، {َأَمَّا مَا يَنفَعُ النَّاسَ فَيَمْكُثُ فِي الأَرْضِ كَذَلِكَ يَضْرِبُ اللّهُ الأَمْثَال}[45]، وهو اليقين، كما يجعل الحلي في النار فيؤخذ خالصه ويترك خبثه في النار، كذلك يقبل الله اليقين ويترك الشك[12].
2. كامن لا ذكر للمثل فيه:[15] قال الماوردي: سمعت أبا إسحاق يقول: سألت الحسين بن الفضل فقلت: إنك تخرج أمثال العرب والعجم من القرآن فهل تجد في كتاب الله" خير الأمور أوساطها"؟ قال نعم في أربعة مواضع قوله تعالى: {لاَّ فَارِضٌ وَلاَ بِكْرٌ عَوَانٌ بَيْنَ ذَلِكَ}[46]، وقوله تعالى: {وَالَّذِينَ إِذَا أَنفَقُوا لَمْ يُسْرِفُوا وَلَمْ يَقْتُرُوا وَكَانَ بَيْنَ ذَلِكَ قَوَامًا}[47]، وقوله تعالى: {{وَلاَ تَجْعَلْ يَدَكَ مَغْلُولَةً إِلَى عُنُقِكَ وَلاَ تَبْسُطْهَا كُلَّ الْبَسْطِ فَتَقْعُدَ مَلُومًا مَّحْسُورًا}[48]، وقوله تعالى: {وَلاَ تَجْهَرْ بِصَلاَتِكَ وَلاَ تُخَافِتْ بِهَا وَابْتَغِ بَيْنَ ذَلِكَ سَبِيلا}[49]، قلت: فهل تجد في كتاب الله من جهل شيئا عاداه قال نعم في موضعين}، قوله تعالى: {بَلْ كَذَّبُواْ بِمَا لَمْ يُحِيطُواْ بِعِلْمِهِ}[50]، وقوله تعالى: {وَقَالَ الَّذِينَ كَفَرُوا لِلَّذِينَ آمَنُوا لَوْ كَانَ خَيْرًا مَّا سَبَقُونَا إِلَيْهِ وَإِذْ لَمْ يَهْتَدُوا بِهِ فَسَيَقُولُونَ هَذَا إِفْكٌ قَدِيم}[51]، قلت فهل تجد "في كتاب الله احذر شر من أحسنت إليه"؟ قال نعم، في قوله تعالى: {وَمَا نَقَمُواْ إِلاَّ أَنْ أَغْنَاهُمُ اللّهُ وَرَسُولُهُ مِن فَضْلِهِ}[52]، قلت فهل تجد في كتاب الله "ليس الخبر كالعيان"؟ قال في قوله تعالى: {أَوَلَمْ تُؤْمِن قَالَ بَلَى وَلَـكِن لِّيَطْمَئِنَّ قَلْبِي}[53]، قلت فهل تجد في الحركات البركات، قال في قوله تعالى: {وَمَن يُهَاجِرْ فِي سَبِيلِ اللّهِ يَجِدْ فِي الأَرْضِ مُرَاغَمًا كَثِيرًا وَسَعَةً}[12][54]، قلت فهل تجد "كما تدين تدان"؟ قال في قوله تعالى: {لَّيْسَ بِأَمَانِيِّكُمْ وَلا أَمَانِيِّ أَهْلِ الْكِتَابِ مَن يَعْمَلْ سُوءًا يُجْزَ بِهِ وَلاَ يَجِدْ لَهُ مِن دُونِ اللّهِ وَلِيًّا وَلاَ نَصِيرًا}[55]، قلت فهل تجد فيه قولهم "حين تقلي ندري، قال: {وَسَوْفَ يَعْلَمُونَ حِينَ يَرَوْنَ الْعَذَابَ مَنْ أَضَلُّ سَبِيلاً}[56]، قلت فهل تجد فيه "لا يلدغ المؤمن من جحر مرتين"، قال {قَالَ هَلْ آمَنُكُمْ عَلَيْهِ إِلاَّ كَمَا أَمِنتُكُمْ عَلَى أَخِيهِ مِن قَبْلُ}[57]، قلت فهل تجد فيه من "أعان ظالما سلط عليه"؟ قال {كُتِبَ عَلَيْهِ أَنَّهُ مَن تَوَلاَّهُ فَأَنَّهُ يُضِلُّهُ وَيَهْدِيهِ إِلَى عَذَابِ السَّعِير}[58]، قلت فهل تجد فيه قولهم "لا تلد الحية إلا حية"؟ قال قوله تعالى: {إِنَّكَ إِن تَذَرْهُمْ يُضِلُّوا عِبَادَكَ وَلاَ يَلِدُوا إِلاَّ فَاجِرًا كَفَّارًا}[59]، قلت فهل تجد فيه "للحيطان آذان"؟ قال: {وَفِيكُمْ سَمَّاعُونَ لَهُمْ}[60]، قلت فهل تجد فيه "الجاهل مرزوق والعالم محروم" قال: { مَن كَانَ فِي الضَّلاَلَةِ فَلْيَمْدُدْ لَهُ الرَّحْمَنُ مَدًّا حَتَّى}[61]، قلت فهل تجد فيه "الحلال لا يأتيك إلا قوتاً والحرام لا يأتيك إلا جزافا"؟ قال: {واَسْأَلْهُمْ عَنِ الْقَرْيَةِ الَّتِي كَانَتْ حَاضِرَةَ الْبَحْرِ إِذْ يَعْدُونَ فِي السَّبْتِ إِذْ تَأْتِيهِمْ حِيتَانُهُمْ يَوْمَ سَبْتِهِمْ شُرَّعاً وَيَوْمَ لاَ يَسْبِتُونَ لاَ تَأْتِيهِمْ كَذَلِكَ نَبْلُوهُم بِمَا كَانُوا يَفْسُقُون}.[12][62]
3. الأمثال المرسلة في القرآن: وهي جمل أرسلت إرسالًا من غير تصريح بلفظ التشبيه، فهي آيات جارية مجرى الأمثال، مثل قوله تعالى:[12][15]
  - {الآنَ حَصْحَصَ الْحَقُّ}.[63]
  - {لَيْسَ لَهَا مِن دُونِ اللَّهِ كَاشِفَة}.[64]
  - {قُضِيَ الأَمْرُ الَّذِي فِيهِ تَسْتَفْتِيَان}.[65]
  - {أَلَيْسَ الصُّبْحُ بِقَرِيب}.[66]
  - {وَلاَ يَحِيقُ الْمَكْرُ السَّيِّئُ إِلاَّ بِأَهْلِهِ}.[67]
  - {لِّكُلِّ نَبَإٍ مُّسْتَقَرٌّ وَسَوْفَ تَعْلَمُون}.[16][68]

## ‌‌ضرب الأمثال بالقرآن
جرت عادة أهل الأدب أن يسوقوا الأمثلة في مواطن تشبه الأحوال التي قيلت فيها، وإذا صح هذا في أقوال الناس التي جرت مجرى المثل، فإن العلماء يكرهون ضرب الأمثال بالقرآن، ولا يرون أن يتلو الإنسان آية من آيات الأمثال في كتاب الله عند شيء يعرض من أمور الدنيا، حفاظًا على روعة القرآن، ومكانته في نفوس المؤمنين، قال أبو عبيد: "وكذلك الرجل يريد لقاء صاحبه أو يهم بحاجته، فيأتيه من غير طلب فيقول كالمازح: {جِئْتَ عَلَى قَدَرٍ يَامُوسَى}، فهذا من الاستخفاف بالقرآن"، ومنه قول ابن شهاب الزهري "لا تناظر بكتاب الله ولا بسُنة رسول الله، قال أبو عبيد: "يقول: لا تجعل لها نظيرًا من القول ولا الفعل".

## ‌‌خصائص المثل القرآني وسماته البلاغية
يتميَّز المثل عن الأساليب البيانية بخصائص فنية، وسمات بلاغية كثيرة، جمعها القرآن الكريم في أمثاله، فكانت في الذروة العليا من البلاغة والتأثير في القلوب والعقول، أما خصائص المثل وسماته بوجه عام، فإنها تُرَدُّ في جملتها إلى أربعة أمور:
1. الإيجاز البليغ: وهو تأدية المعاني الكثيرة بألفاظ قليلة محكمة.
2. إصابة المعنى: بأن يكون المثل مؤديًا للغرض الذي ضُرِبَ له أو قيل فيه، بحيث إذا أُلْقِيَ على المخاطَب وقع من نفسه موقعه، وأصاب مرماه، وسلَّم به تسليمًا لا يقبل التردد، وهذا يقتضي أن يكون المثل مطابقًا للواقع، مجرَّبًا عند السامع، لا ينكره عقل ولا دين.
3. حسن التشبيه: وذلك بأن يكون وجه الشبه بين المشَبَّه والمشبَّه به قويًّا، يدركه الذهن من غير تكلُّف في التأويل، وأن يكون في التشبيه جدَّة وطرافة وابتكار، حتى يكون التأثير به أقوى وأقدر على إبراز المعاني المعقولة في صور محسَّة.
4. جودة الكتابة: وذلك إذا كان المثل من باب الكنايات، بأن يعبّر عن حكمة دلت على صدقها التجربة، وشهد لها الواقع بالسلامة والصحة.

## مقاصد الأمثال القرآنية مواطن العبرة فيها
إذا كانت هذه الأغراض لا تنحصر، فأصولها بوجه عام ستة، يندرج تحتها فروع بحسب من ضُرِبَ له، أو ضُرِبَ فيه المثل:
تقريب صورة الممثل له إلى ذهن المخاطب: وذلك بأن يكون المخاطب جاهلًا بحقيقة الشيء الممثَّل له جهلًا مطبقًا، أو لديه نوع جهالة.
1. الإقناع بأمر من الأمور: وهذا الإقناع قد يصل إلى مستوى إقامة الحجة البرهانية، وقد يقتصر على مستوى إقامة الحجة الخطابية، وقد يقتصر على لفت النظر إلى الحقيقة عن طريق صورة مشابهة، مثل قوله تعالى: {كَمَا بَدَأَكُمْ تَعُودُون}[70]، وقوله تعالى: { كَمَا بَدَأْنَا أَوَّلَ خَلْقٍ نُّعِيدُهُ}[71]، وقوله تعالى{وَهُوَ الَّذِي يَبْدَأُ الْخَلْقَ ثُمَّ يُعِيدُهُ وَهُوَ أَهْوَنُ عَلَيْهِ وَلَهُ الْمَثَلُ الأَعْلَى فِي السَّمَاوَاتِ وَالأَرْضِ وَهُوَ الْعَزِيزُ الْحَكِيم}[72]،وقوله تعالى: {أَوَلَمْ يَرَ الإِنسَانُ أَنَّا خَلَقْنَاهُ مِن نُّطْفَةٍ فَإِذَا هُوَ خَصِيمٌ مُّبِين (77) وَضَرَبَ لَنَا مَثَلاً وَنَسِيَ خَلْقَهُ قَالَ مَنْ يُحْيِي الْعِظَامَ وَهِيَ رَمِيم (78) قُلْ يُحْيِيهَا الَّذِي أَنشَأَهَا أَوَّلَ مَرَّةٍ وَهُوَ بِكُلِّ خَلْقٍ عَلِيم}.[73]
2. الترغيب والترهيب بذكر محاسن ما يرغِّب فيه ومساوئ ما ينفِّر منه: مثل قوله تعالى: {أَلَمْ تَرَ كَيْفَ ضَرَبَ اللّهُ مَثَلاً كَلِمَةً طَيِّبَةً كَشَجَرةٍ طَيِّبَةٍ أَصْلُهَا ثَابِتٌ وَفَرْعُهَا فِي السَّمَاء (24) تُؤْتِي أُكُلَهَا كُلَّ حِينٍ بِإِذْنِ رَبِّهَا وَيَضْرِبُ اللّهُ الأَمْثَالَ لِلنَّاسِ لَعَلَّهُمْ يَتَذَكَّرُون (25) وَمَثلُ كَلِمَةٍ خَبِيثَةٍ كَشَجَرَةٍ خَبِيثَةٍ اجْتُثَّتْ مِن فَوْقِ الأَرْضِ مَا لَهَا مِن قَرَار}[74]، فالمثل الثاني ينفِّر من الكلمة الخبيثة ويحرِّض على الكفِّ عنها.
3. إثارة محور الطمع والرغبة، أو محور الخوف والحذر لدى المخاطب: ففي إثارة محور الطمع يتجه الإنسان بمحرِّض ذاتي إلى ما يراد توجيهه له، وفي إثارة محور الخوف والحذر يبتعد الإنسان بمحرِّض ذاتي عَمَّا يراد إبعاده عنه.
4. مدح من يستحق المدح: بقصد التمييز بين المصلِح والمفسِد، والمحسِن والمسيء؛ ليزداد المحسِن إحسانًا، ويرعوي المسيء عن إساءته، مثل قوله تعالى: {مُّحَمَّدٌ رَّسُولُ اللَّهِ وَالَّذِينَ مَعَهُ أَشِدَّاء عَلَى الْكُفَّارِ رُحَمَاء بَيْنَهُمْ تَرَاهُمْ رُكَّعًا سُجَّدًا يَبْتَغُونَ فَضْلاً مِّنَ اللَّهِ وَرِضْوَانًا سِيمَاهُمْ فِي وُجُوهِهِم مِّنْ أَثَرِ السُّجُودِ ذَلِكَ مَثَلُهُمْ فِي التَّوْرَاةِ وَمَثَلُهُمْ فِي الإِنجِيلِ كَزَرْعٍ أَخْرَجَ شَطْأَهُ فَآزَرَهُ فَاسْتَغْلَظَ فَاسْتَوَى عَلَى سُوقِهِ يُعْجِبُ الزُّرَّاعَ لِيَغِيظَ بِهِمُ الْكُفَّارَ وَعَدَ اللَّهُ الَّذِينَ آمَنُوا وَعَمِلُوا الصَّالِحَاتِ مِنْهُم مَّغْفِرَةً وَأَجْرًا عَظِيمًا}[75]،
5. ذم من يستحق الذم: وما ورد في ذمِّ اليهود، مثل قوله تعالى: {مَثَلُ الَّذِينَ حُمِّلُوا التَّوْرَاةَ ثُمَّ لَمْ يَحْمِلُوهَا كَمَثَلِ الْحِمَارِ يَحْمِلُ أَسْفَارًا بِئْسَ مَثَلُ الْقَوْمِ الَّذِينَ كَذَّبُوا بِآيَاتِ اللَّهِ وَاللَّهُ لاَ يَهْدِي الْقَوْمَ الظَّالِمِين}.[76]
6. شَحْذُ ذهن المخاطَب، وتحريك طاقاته الفكرية، أو استحضار ذكائه؛ لتوجيه عنايته حتى يتأمَّل ويتفكَّر، ويصل إلى إدراك المراد عن طريق التفكر.[16]

## الغايات من ضرب الأمثال
يعتقد المسلمون أن إحدى غايات ضَرْبُ الأمثال هي التفكر والتذكر. يذكر القرآن في بيان الهدف من الأمثال:
- ﴿تُؤْتِي أُكُلَهَا كُلَّ حِينٍ بِإِذْنِ رَبِّهَا وَيَضْرِبُ اللَّهُ الْأَمْثَالَ لِلنَّاسِ لَعَلَّهُمْ يَتَذَكَّرُونَ ۝٢٥﴾ [إبراهيم:25]
- ﴿وَتِلْكَ الْأَمْثَالُ نَضْرِبُهَا لِلنَّاسِ وَمَا يَعْقِلُهَا إِلَّا الْعَالِمُونَ ۝٤٣﴾ [العنكبوت:43]
- ﴿لَوْ أَنْزَلْنَا هَذَا الْقُرْآنَ عَلَى جَبَلٍ لَرَأَيْتَهُ خَاشِعًا مُتَصَدِّعًا مِنْ خَشْيَةِ اللَّهِ وَتِلْكَ الْأَمْثَالُ نَضْرِبُهَا لِلنَّاسِ لَعَلَّهُمْ يَتَفَكَّرُونَ ۝٢١﴾ [الحشر:21]

كما أنّ القرآنَ حذّر من عدم الانتفاع بالأمثال: ﴿وَكُلًّا ضَرَبْنَا لَهُ الْأَمْثَالَ وَكُلًّا تَبَّرْنَا تَتْبِيرًا ۝٣٩﴾ [الفرقان:39] قال ابْنُ جرير الطبري: «وكلَّ هذه الأمم... مثَّلْنا له الأمثالَ، ونبَّهْناها على حججنا عليها، وأعذرنا إليها بالعبر والمواعظ، فلم نُهْلِكْ منهم أمةً إلا بعد الإبلاغ إليهم في المعذرة».

## قائمة الآيات
في القرآن ثلاثة وأربعون مَثلاً:
- في سورة البقرة: «كمثل الذي استوقد ناراً»، «أو كصيب»، «أن يضرب مثلاً ما بعوضة»، «ومثل الذين كفروا»، «مثل الذين ينفقون أموالهم في سبيل الله»، «فمثله كمثل صفوان»، «ومثل الذين ينفقون أموالهم ابتغاء مرضاة الله»، «أيود أحدكم»، «كما يقوم الذي يتخبطه الشيطان».
- وفي سورة آل عمران: «وكنتم على شفا حفرة من النار»، «مثل ما ينفقون».
- وفي سورة الأنعام: «كالذي استهوته الشياطين».
- وفي سورة الأعراف: «فمثله كمثل الكلب».
- وفي سورة يونس: «إنما مثل الحياة الدنيا».
- وفي سورة هود: «مثل الفريقين».
- وفي سورة الرعد: «إلا كباسط كفيه إلى الماء»، «أنزل من السماء ماءً فسالت أودية بقدرها»، «مثل الجنة».
- وفي سورة إبراهيم: «مثل الذين كفروا بربهم»، «كيف ضرب الله مثلاً»، «ومثل كلمة خبيثة».
- وفي سورة النحل: «ضرب الله مثلاً عبداً مملوكاً»، «وضرب الله مثلاً رجلين»، «وضرب الله مثلاً قرية».
- وفي سورة الكهف: «واضرب لهم مثلاً رجلين»، «واضرب لهم مثل الحياة الدنيا».
- وفي سورة الحج: «فكأنما خرَّ من السماء»، «ضرب مثل».
- وفي سورة النور: «مثل نوره»، «أعمالهم كسراب بقيعة».
- وفي سورة العنكبوت: «مثل الذين اتخذوا من دون الله أولياء كمثل العنكبوت».
- وفي سورة الروم: «ضرب لكم مثلاً من أنفسكم».
- وفي سورة يس: «وضرب لنا مثلاً».
- وفي سورة الزمر: «ضرب الله مثلاً رجلاً».
- وفي سورة محمد ﷺ: «نظر المغشي عليه من الموت»، «مثل الجنة».
- وفي الفتح: «ذلك مثلهم في التوراة ومثلهم في الإنجيل».
- وفي سورة الحشر: «كمثل الذي من قبلهم»، «كمثل الشيطان».
- وفي سورة الجمعة: «مثل الذين حملوا التوراة».
- وفي سورة التحريم: «ضرب الله مثلاً للذين كفروا»، «وضرب الله مثلاً للذين آمنوا».

## وصلات خارجية
- الأمثال القرآنية القياسية المضروبة للإيمان بالله
- أمثال القرآن وصور من أدبه الرفيع
- الأمثال في القرآن – ابن قيم الجوزية
- الأمثال في القرآن الكريم